# Remady
Remady (* 12. Dezember 1977; bürgerlich Marc Würgler) ist ein Schweizer House-DJ und Produzent aus Zürich.

## Leben und Karriere
Marc Würgler begann sich bereits während der Schulzeit mit elektronischer Musik zu befassen. Professionell startete er im Jahre 1995. Einige Jahre später gründete er zusammen mit DJ Player das Projekt „Player & Remady“. Das Duo begann musikalisch im Bereich Drum and Bass und UK Garage und vermarktete sich unter dem Label Sweet & Sexy. Als Solokünstler hatte Remady im Jahr 2001 erstmals einen Charterfolg mit seiner UK-Garage-Produktion Groovething, die in der Schweizer Hitparade auf Platz 67 kam.
Später entwickelte sich das Duo in Richtung House und wurde von DJ Antoines Label Houseworks unter Vertrag genommen. Zusammen mixten sie die CD-Kompilation Houseworks Megahits Vol. 1, die in der Schweiz über 13.000 Mal verkauft wurde. Später veröffentlichte Remady die CD-Kompilationen Houseworks Megahits Vol. 2 und Houseworks Megahits Vol. 3.
2008 trennten sich die Wege von Player & Remady. Seitdem arbeitet Remady mit Manu-L, dem Sänger und Gitarristen der Band Myron, zusammen. Bereits die erste Single No Superstar wurde in mehreren europäischen Ländern ein Hit und erreichte gute Chart-Platzierungen. 2010 erschien eine Remix-Single des Songs, bei welcher die beiden Musiker Lumidee und Chase Manhattan mitwirkten. Mit dieser Version erreichten sie eine Platzierung in den deutschen Singlecharts.
Nach den eher weniger erfolgreichen Singles Need 2 Say und Danger Zone erschien der Titel Give Me a Sign. Dieser erzielte hohe Chartplatzierungen in der Schweiz, Frankreich, Deutschland, Österreich und weiteren Ländern. Zudem erreichte er Goldstatus in der Schweiz.
In Zusammenarbeit mit dem britischen Sänger Craig David nahmen Remady und Manu-L den Titel Do It on My Own auf. Auch dieser wurde ein großer Erfolg in der Schweiz. 2011 folgten die Titel Save Your Heart und The Way We Are. Jedoch blieb bei diesen Liedern der Erfolg aus.
2012 erschien das Album The Original, welches Remady zusammen mit Manu-L veröffentlichte. Die erste Single-Auskopplung war Single Ladies. Der Song wurde ein Nummer-eins-Hit in der Schweizer Single-Chart. Alleine durch Downloads schafften es die beiden späteren Songs Doing It Right und Higher Ground in die Schweizer Single-Chart.
Im 2013 erschien die Single Hollywood Ending als 2k13-Version. Gleichzeitig wurde das Album The Original - 2k13 Edition veröffentlicht. Sowohl Hollywood Ending, als auch It's So Easy schafften es in die Schweizer Single-Chart. Ebenfalls im 2013 veröffentlichten Remady und Manu-L eine neue Version von DJ BoBos Hit Somebody Dance with Me. Bei diesem Remix sang Manu-L den Refrain, und DJ BoBo rappte die Strophen. Das Lied erreichte in der Schweiz Platz 4, in Deutschland Platz 61 der Chart. Im selben Jahr erschien die Single Holidays, welche bereits nach zwei Wochen Platz drei der Single-Chart erreichte.
Im 2014 folgte In My Dreams, welches eine Top-5-Platzierung der Schweizer Single-Chart erreichte. Die Tournee trug den Namen The Code. Mit Waiting for erschien die zweite Vorab-Single-Auskopplung ihres gemeinsamen Studioalbums 1+1=3. Parallel mit dem Album erschien am 1. Mai 2015 die Single Livin’ La Vida, bei der J-Son mitwirkte. Gemeinsam mit der deutschen Band Culcha Candela veröffentlichten sie am 14. August 2015 das Lied Together We Are One (Bring Back the Energy). Am 15. Januar 2016 veröffentlichten sie mit Another Day in Paradise eine Tropical-House-Version des gleichnamigen Liedes von Phil Collins. 2016 veröffentlichten sie das Lied L.I.F.E. Am 16. Juni 2017 erschien der Song Give Me Love, mit dem sie sich der Future-Bass-Szene anschlossen. Anfang 2018 veröffentlichten sie das Lied Back Again, gefolgt von Heaven im Sommer 2018.

## Diskografie
Studioalben

| Jahr | Titel                    | Höchstplatzierung, Gesamtwochen, AuszeichnungChartplatzierungen (Jahr, Titel, Platzierungen, Wochen, Auszeichnungen, Anmerkungen) | Höchstplatzierung, Gesamtwochen, AuszeichnungChartplatzierungen (Jahr, Titel, Platzierungen, Wochen, Auszeichnungen, Anmerkungen) | Höchstplatzierung, Gesamtwochen, AuszeichnungChartplatzierungen (Jahr, Titel, Platzierungen, Wochen, Auszeichnungen, Anmerkungen) | Höchstplatzierung, Gesamtwochen, AuszeichnungChartplatzierungen (Jahr, Titel, Platzierungen, Wochen, Auszeichnungen, Anmerkungen) | Höchstplatzierung, Gesamtwochen, AuszeichnungChartplatzierungen (Jahr, Titel, Platzierungen, Wochen, Auszeichnungen, Anmerkungen) | Anmerkungen |
| Jahr | Titel                    | DE | AT | CH | UK | FR | Anmerkungen |
| ---- | ------------------------ | --- | --- | --- | --- | --- | --- |
| 2003 | Representing             | — | — | CH68 (4 Wo.)CH | — | — | Erstveröffentlichung: 19. Juni 2003 als Player & Remady |
| 2010 | No Superstar – The Album | — | — | CH6 (15 Wo.)CH | — | FR60 (4 Wo.)FR | Erstveröffentlichung: 5. November 2010 |
| 2012 | The Original             | — | — | CH3 Gold · (31 Wo.)CH | — | — | Erstveröffentlichung: 23. März 2012 Erstveröffentlichung 2K13 Edition: 22. Februar 2013 Erstveröffentlichung 2K13 Holiday Edition: 2. August 2013 mit Manu-L |
| 2015 | 1+1=3                    | — | — | CH7 (5 Wo.)CH | — | — | Erstveröffentlichung: 1. Mai 2015 mit Manu-L |